# 宮嶋靖郁
宮嶋 靖郁（みやじま やすふみ、1967年3月3日 - ）は、日本の男性声優。現在の所属はアァニング。以前はトルバドール音楽事務所に所属していた。熊本県出身。旧名は三川 二三（みかわ ふみ）。

## 出演
太字はメインキャラクター。

### テレビアニメ
- 陰陽大戦記（埋火のコウフク）
- 機動戦士ガンダムSEED DESTINY（男性）
- 爆丸バトルブローラーズ ガンダリアンインベーダーズ（パーシバル）
- ポルフィの長い旅（男A）
- レ・ミゼラブル 少女コゼット（役人A）

### 劇場版アニメ
- 機動戦士Ζガンダム A New Translation 星を継ぐ者（ナビゲーター）
- 機動戦士Ζガンダム A New Translation 恋人たち（ナビゲーター）
- 機動戦士Ζガンダム A New Translation 星の鼓動は愛（マナック）